# Le Mesnil-Saint-Firmin
Le Mesnil-Saint-Firmin est une commune française située dans le département de l'Oise en région Hauts-de-France.

## Géographie

### Localisation
Le Mesnil-Saint-Firmin est un village rural du Plateau picard, situé à côté de la route reliant Breteuil à Montdidier (Somme).
Il se trouve à vol d'oiseau à 31 km au sud d'Amiens et 31 km au nod-est de Beauvais.
Le sentier de grande randonnée GR 124 y passe.
La commune se trouve dans la zone d'emploi et dans le bassin de vie de Breteuil.

### Communes limitrophes
Les communes limitrophes sont Bacouël, Chepoix, Rocquencourt, Sérévillers et Tartigny.
| Tartigny | Rocquencourt           |             |
| Bacouël  | du Mesnil-Saint-Firmin | Sérévillers |
|          | Chepoix                |             |

### Géologie et relief
La superficie de la commune est de 4,14 km2 ; son altitude varie de 122  à   158 mètres.
En 1843, Louis Graves indiquait que Le Mesnil-Saint-Firmin était une « petite commune à territoire plane, presque rectangulaire , à
moitié occupé par la forêt de La Hérelle ».

### Hydrographie

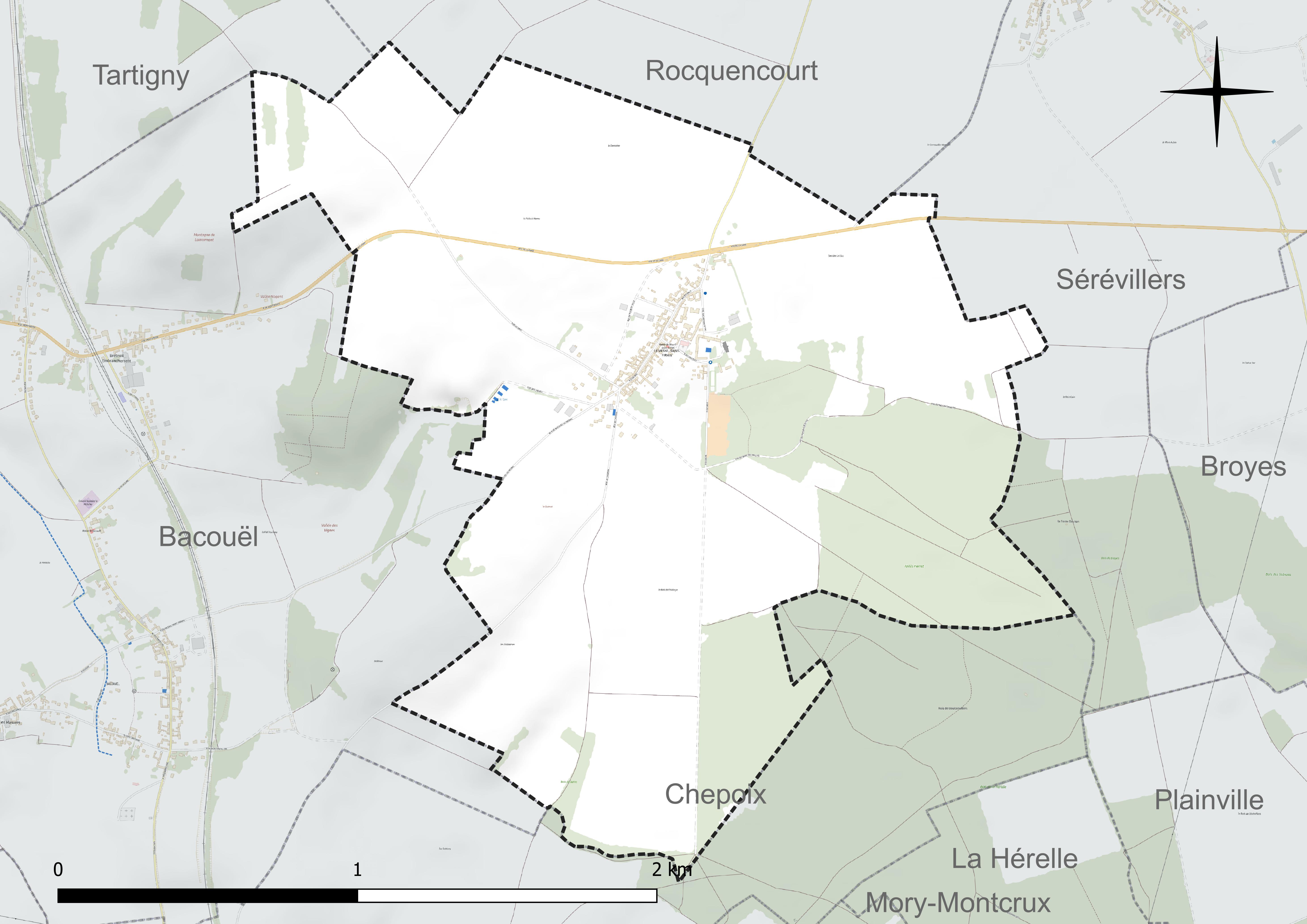
Réseau hydrographique du Mesnil-Saint-Firmin.

La commune est située dans le bassin Artois-Picardie.
Elle n'est drainée par aucun cours d'eau.

### Climat
Pour des articles plus généraux, voir Climat des Hauts-de-France et Climat de l'Oise.
En 2010, le climat de la commune est de type climat océanique dégradé des plaines du Centre et du Nord, selon une étude du CNRS s'appuyant sur une série de données couvrant la période 1971-2000. En 2020, Météo-France publie une typologie des climats de la France métropolitaine dans laquelle la commune est exposée à un climat océanique et est dans la région climatique Nord-est du bassin Parisien, caractérisée par un ensoleillement médiocre, une pluviométrie moyenne régulièrement répartie au cours de l'année et un hiver froid (3 °C).
Pour la période 1971-2000, la température annuelle moyenne est de 10,3 °C, avec une amplitude thermique annuelle de 14,2 °C. Le cumul annuel moyen de précipitations est de 711 mm, avec 11,6 jours de précipitations en janvier et 8,2 jours en juillet. Pour la période 1991-2020, la température moyenne annuelle observée sur la station météorologique la plus proche, située sur la commune de Rouvroy-les-Merles à 4 km à vol d'oiseau, est de 10,7 °C et le cumul annuel moyen de précipitations est de 647,9 mm,. Pour l'avenir, les paramètres climatiques de la commune estimés pour 2050 selon différents scénarios d'émission de gaz à effet de serre sont consultables sur un site dédié publié par Météo-France en novembre 2022.
| Mois                                  | jan.           | fév.           | mars           | avril         | mai           | juin          | jui.           | août           | sep.          | oct.          | nov.             | déc.           | année      |
| ------------------------------------- | -------------- | -------------- | -------------- | ------------- | ------------- | ------------- | -------------- | -------------- | ------------- | ------------- | ---------------- | -------------- | ---------- |
| Température minimale moyenne (°C)     | 1,2            | 1,1            | 2,6            | 3,9           | 7,2           | 10            | 12             | 12             | 9,5           | 7,3           | 4,2              | 1,8            | 6,1        |
| Température moyenne (°C)              | 3,9            | 4,4            | 7              | 9,5           | 12,9          | 16            | 18,2           | 18,2           | 15,1          | 11,5          | 7,2              | 4,4            | 10,7       |
| Température maximale moyenne (°C)     | 6,6            | 7,7            | 11,5           | 15,2          | 18,6          | 21,9          | 24,5           | 24,5           | 20,6          | 15,6          | 10,3             | 7              | 15,3       |
| Record de froid (°C) date du record   | −18,6 07.01.09 | −12,9 07.02.12 | −11,5 13.03.13 | −6,6 07.04.21 | −3,2 03.05.21 | −2 05.06.1991 | 2,3 04.07.1990 | 2,1 08.08.1990 | −1,3 30.09.18 | −6,2 28.10.03 | −10,8 24.11.1998 | −17,2 18.12.10 | −18,6 2009 |
| Record de chaleur (°C) date du record | 15,2 27.01.03  | 20 24.02.1990  | 24,3 31.03.21  | 27,1 19.04.18 | 30,8 27.05.05 | 36,4 18.06.22 | 41,5 25.07.19  | 39,7 06.08.03  | 34,7 08.09.23 | 29,2 01.10.11 | 20,1 01.11.14    | 17 07.12.00    | 41,5 2019  |
| Précipitations (mm)                   | 52,4           | 42,9           | 46,1           | 43,2          | 57,4          | 54,2          | 59,7           | 58,1           | 49,1          | 57,8          | 57,2             | 69,8           | 647,9      |

### Milieux naturels et biodiversité
Une partie de la forêt de la Hérelle se trouve sur le territoire communal. Elle est classée en ZNIEFF de type I, celle du massif forestier de la Hérelle et de la Morlière.

## Urbanisme

### Typologie
Au 1er janvier 2024, Le Mesnil-Saint-Firmin est catégorisée commune rurale à habitat dispersé, selon la nouvelle grille communale de densité à sept niveaux définie par l'Insee en 2022.
Elle est située hors unité urbaine et hors attraction des villes,.

### Occupation des sols

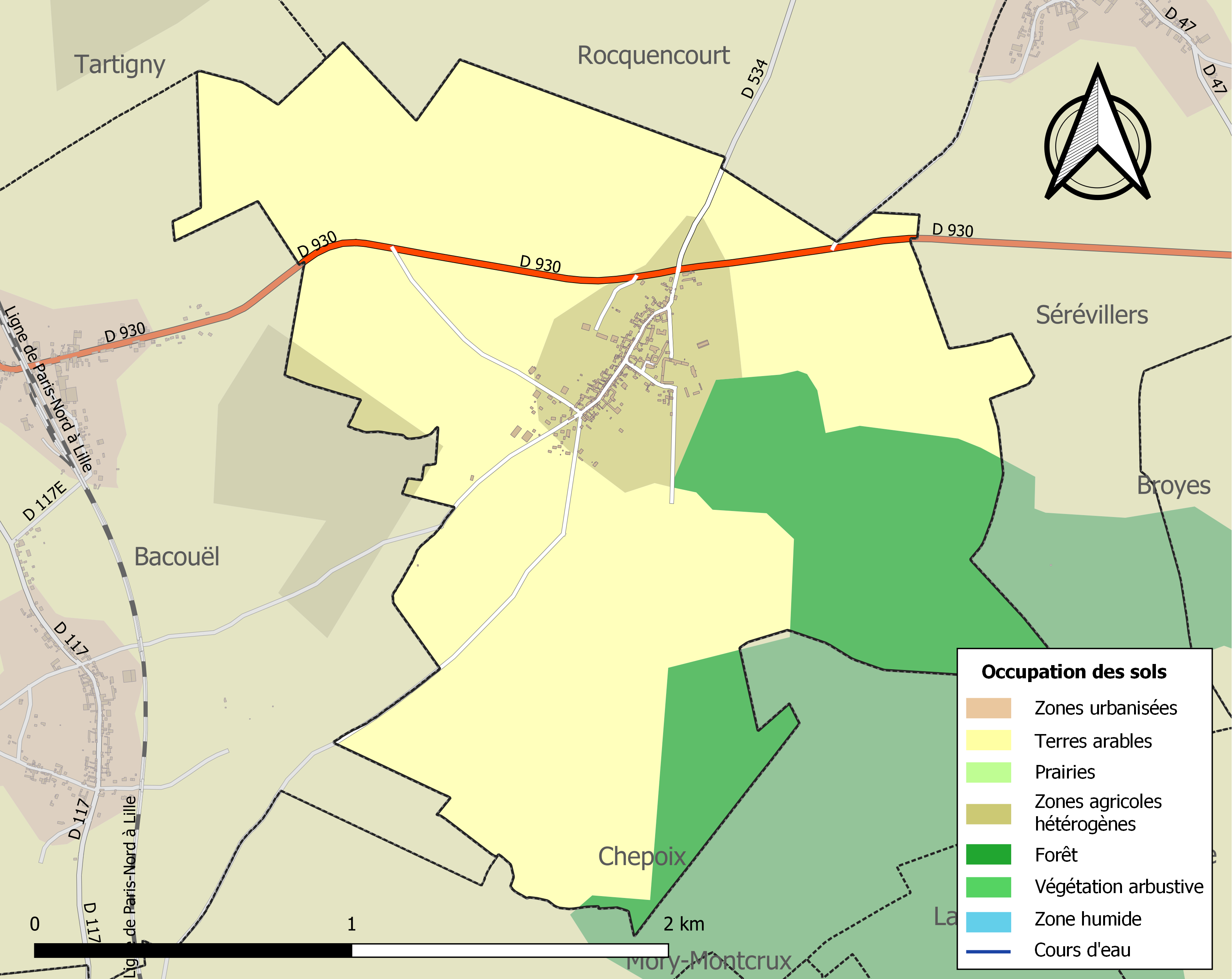
Carte des infrastructures et de l'occupation des sols de la commune en 2018 (CLC).

L'occupation des sols de la commune, telle qu'elle ressort de la base de données européenne d'occupation biophysique des sols Corine Land Cover (CLC), est marquée par l'importance des territoires agricoles (80,2 % en 2018), en augmentation par rapport à 1990 (71,7 %).
La répartition détaillée en 2018 est la suivante : terres arables (71 %), forêts (19,8 %), zones agricoles hétérogènes (9,2 %).
L'évolution de l'occupation des sols de la commune et de ses infrastructures peut être observée sur les différentes représentations cartographiques du territoire : la carte de Cassini (XVIIIe siècle), la carte d'état-major (1820-1866) et les cartes ou photos aériennes de l'IGN pour la période actuelle (1950 à aujourd'hui).

### Morphologie urbaine
Le Mesnil-Saint-Firmin a une structure de village-rue comprenant un bâti serré constitué majoritairement de fermes picardes composées d’une grange sur la rue et d’un logis en fond de cour.

### Habitat et logement
En 2021, le nombre total de logements dans la commune était de 91, alors qu'il était de 87 en 2016 et de 71 en 2011.
Parmi ces logements, 81,2 % étaient des résidences principales, 8,9 % des résidences secondaires et 10 % des logements vacants. Ces logements étaient pour 97,8 % d'entre eux des maisons individuelles et pour 2,2 % des appartements.
Le tableau ci-dessous présente la typologie des logements au Le Mesnil-Saint-Firmin en 2021 en comparaison avec celle de l'Oise et de la France entière. Une caractéristique marquante du parc de logements est ainsi une proportion de résidences secondaires et logements occasionnels (8,9 %) supérieure à celle du département (2,4 %) mais inférieure à celle de la France entière (9,7 %).
| Typologie                                               | Le Mesnil-Saint-Firmin | Oise | France entière |
| ------------------------------------------------------- | ---------------------- | ---- | -------------- |
| Résidences principales (en %)                           | 81,2                   | 90,5 | 82,2           |
| Résidences secondaires et logements occasionnels (en %) | 8,9                    | 2,4  | 9,7            |
| Logements vacants (en %)                                | 10                     | 7    | 8,1            |

« Le village comptait 91 logements en 2020 contre 59 en 1936. Malgré ces nombreuses constructions neuves, la trame du bâti ancien a bien été conservée et le village présente encore aujourd’hui son front de granges alignées sur la rue, typique des communes du plateau picard ».

### Voies de communication et transports
Le Mesnil-Saint-Firmin est desservi par l'ancienne route nationale 30 (France) (actuelle RD 930), qui lui donne un accès aisé à Breteuil et à Montdidier.
La commune est desservie, en 2023, par les lignes 619, 624, 6109, 6122 et 6304 du réseau interurbain de l'Oise.

## Toponymie
Le Mesnil-Saint-Firmin s'est appelée successivement Maisnilium en 1157, Mansionile sancti Firmini vers 1165, du Maisnil en 1280.
Le terme de Mesnil vient du latin Mansionile voulant dire « maison de paysan », soit une habitation avec une portion de terre.
Saint-Firmin est un hagiotoponyme qui fait référence à Firmin d'Amiens.

## Histoire

### Antiquité
L'occupation du village remonte à l'époque gauloise (Le Maisnil). L'époque gallo-romaine verra son nom s'associer au premier évêque d'Amiens, Saint-Firmin  (Mansionile Sancti Fimini). Il n'existe que peu de renseignements d'archives sur l'historique des lieux avant le XVIe siècle.

### Moyen Âge
Le village comportait un imposant château fortifié qui fut remanié sous la Renaissance. Cette construction, faite de bloc de craie, devait vraisemblablement faire partie d'un ensemble de défenses construites au XIVe siècle, durant la guerre de Cent Ans. Ces défenses étaient situées sur les crêtes : Le Mesnil-Saint-Firmin (altitude 152 m), Beauvoir altitude 152 m), Warmaise (Chepoix) (altitude 144 m) et Folleville (altitude 148 m) seule trace probante encore visible. Comme souvent, elles étaient reliées entre elles par des souterrains.

### Temps modernes
Le Mesnil-Saint-Firmin dépend de la paroisse de Chepoix jusqu’à son érection en cure au début du XVIe siècle, à la nomination de l'évêque d'Amiens.
Elle fait partie de l'élection de Montdidier.
Jusqu'au XVIIe siècle, le village est le fief de la maison d'Estourmel, puis au XVIIIe siècle, de François d'Hautefort originaire du Périgord, de sa mère née Marthe d'Estourmel.
Le château, fait de craie peu solide, est en grande partie détruit lors du tremblement de terre de mai 1756. Emmanuel Dieudonné d'Hautefort (1700-1777), seigneur des lieux de l'époque, fait détruire ce qui restait et reconstruire, sur la partie noble de l'ancien château, une demeure plus moderne mais beaucoup plus modeste (à peine le douzième des édifices initiaux). Les autres parties sont remplacées par les bâtiments d'une ferme. Une petite partie du château originel est restée visible jusqu'en mai 2009, c'est une tourelle d'angle qui se trouvait dans une propriété privée. Seules subsiste maintenant quelques pierres dans le mur d'une grange.
Le 19 décembre 1773, le marquis d'Hautefort vend à Nicolas Antoine Boullenger, le fief et la seigneurie du Mesnil-Saint-Firmin. Sa fille, Henriette Cecile Boullenger (1767-1798), se marie en 1791 à Gabriel Bazin  (1761-1797), né à Grandvillers.

### Époque contemporaine
Le domaine revient ensuite au fils de Gabriel et Henriette Bazin, Gabriel Boniface (1791-1862), humaniste qui consacre sa fortune à des œuvres dont certaines lui ont survécu.
La commune de Sérévillers a été réunie au Mesnil-Saint-Firmin, par ordonnance royale du 3 octobre 1827 et en a été séparée de nouveau en 1833.
En 1843, la commune possiède une école et une marnière. On y compte deux moulins à vent, une tuilerie, une brasserie, une sucrerie de betteraves, une fabrique de vinaigre, une distillerie, qui appartiennent à Gabriel Boniface Bazin. Le village est alors constitué de deux rues disposées en forme de T.
Le village connait son apogée durant le XIXe siècle, qui perdure jusqu'au début du XXe siècle. On dénombrait à l'époque, deux moulins à vent, près de la route royale de Rouen à La Capelle (départementale 930), une distillerie d'alcool de grain, une vinaigrerie, une fabrique de tuiles pannes, une brasserie, une fabrique de sucre et une fabrique de vitraux peints.
En plus de petites exploitations agricoles, l'ancien fief des Boullenger, domaine de Gabriel Boniface Bazin, comptait également une ferme école et un orphelinat au Mesnil-Saint-Firmin. De plus faisait partie des propriétés de la famille une importante ferme dans la commune de Rouvroy-les-Merles.
En 1936 Le Mesnil-Saint-Firmin comptait encore plus de 320 habitants, pour 184 de nos jours.

#### Le Mesnil-Saint-Firmin et Gabriel Bazin
Gabriel Boniface Bazin, malheureusement orphelin trop tôt, à l'âge de 6 ans est élevé, dans le domaine familial qui lui reviendra, par sa grand-mère maternelle, Sophie Boullenger, née Ménart.
Cette situation est vraisemblablement à l'origine de son ardeur à s'occuper des orphelins tout en dynamisant l'emploi et le village. Cet humaniste est un pionnier dans l'industrialisation de l'agriculture et dans la création d'activités connexes maintenant la population au village.
Les réalisations qui lui sont dues, pour certaines  encore visibles de nos jours, ne manquent pas :
- 1821	: création d'une distillerie d'alcool de grain et d'une vinaigrerie.
- 1822	 : création de la première fabrique de « tuiles pannes » dans l'Oise.
- 1828	: création de la colonie agricole qui a pour but l'accueil des orphelins et leur formation aux métiers agricoles.
- 1828 : création d'une brasserie et d'une fabrique de sucre de betteraves. La colonie agricole s'installe pour partie à Rouvroy-les-Merles. L'activité  de la « ferme école » ouvrait aux orphelins ouvriers de nombreux  débouchés dans plusieurs domaines. Une machine à battre, animée par un moteur à vapeur est construite, par les ouvriers du Mesnil, sous les yeux de ses habitants. L'innovation, dans le domaine du machinisme agricole amènemême la ferme école à déposer des brevets pour ses réalisations, comme celui du fouisseur.
- 1843	: création de la société d'adoption pour les orphelins, sous la responsabilité des sœurs de l'ordre de Saint-Joseph de Cluny. Aujourd'hui maison d'enfants.

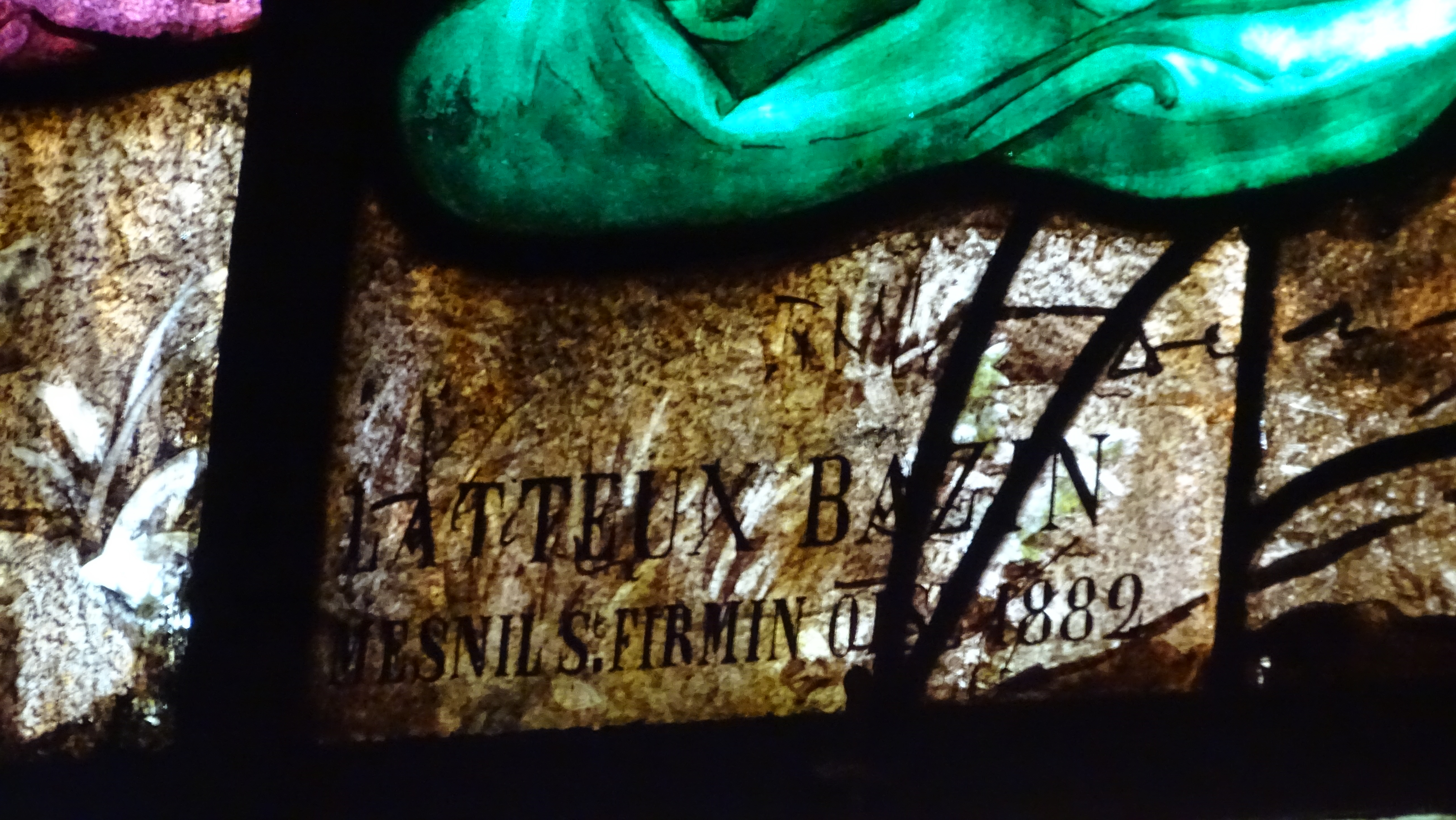
Signature Latteux Bazin Le Mesnil-Saint-Firmain, 1882. Vitrail de l'Église Saint-André de Fenain représentant La Descente de Croix en la Cathédrale Notre-Dame d'Anvers original de Pierre Paul Rubens

- 1846	: création de l'atelier de peinture sur verres, née de la passion du dessin de Jules Leclercq, originaire de Broye. Après sa mort, Ludovic Latteux, neveu de Gabriel Boniface Bazin reprend et développe l'activité de 1862 à 1890. Spécialisée dans les vitraux d'église, elle comptera 60 salariés en 1878, avec une clientèle s'étendant d'Amiens à Alençon. D'autres peintres reconnus y ont œuvrés, tels Nicolas Lorin — qui s'installe ensuite à Chartres et fonde les ateliers de maitres-verriers Lorin — ou Henri Carot qui travaille au Mesnil-Saint-Firmin de 1879 à 1888 et a collaboré avec le peintre Maurice Denis.
 1850 à 1905, 174 cartonniers ont travaillé avec l'atelier, qui employait également des travailleurs à domicile et des pensionnaires de la colonie agricole. En 1878, l'atelier emploie environ 60 personnes, mais l'activité baisse ensuite (25 ouvriers en 1902), avant de cesser en 1906[20],[21].

Gabriel Bazin est administrateur des mines de sel de Saint-Nicolas de Varangéville et de la société des mines et fonderies de zinc de la Vieille-Montagne, membre fondateur de la Compagnie des chemins de fer du Nord et de la Compagnie du chemin de fer des Ardennes et de l'Oise, président de la Chambre des Arts et Manufactures de Beauvais et nommé maire du village de 1820 à sa mort en 1862. Il est chevalier de la Légion d'honneur en 1854 et obtient une médaille à l'exposition universelle de 1855 pour une charrue fouailleuse.
De tout cette énergie, déployée par Gabriel Boniface Bazin, il reste :
- À Rouvroy-les-Merles les bâtiments de la colonie agricole, dont il fit don en 1853 à la société des frères de Marie, (Marianistes), devint la ferme école transférée au département à la suite des lois anticléricales « Waldeck-Rousseau » de 1901 et « Combes » de 1904. La colonie agricole deviendra après la guerre 1939-1945, à l'initiative du conseil général, le CFPA qui cessera de fonctionner en 2009. Le site est actuellement en étude ou de reprise ou de démolition.
- Au Mesnil-Saint-Firmin, l'orphelinat créé en 1843 sous la direction de la sœur Anne-Marie Javouhey, fondatrice de l’ordre des Sœurs de Saint-Joseph de Cluny. L'orphelinat est maintenant une « maison d'enfants » laïcisée, les sœurs ayant cessé de la diriger en 1981. C'est une véritable entreprise occupant  40 salariés responsables de 60 enfants et adolescents en difficulté sociale[23],[24].

## Politique et administration

### Rattachements administratifs et électoraux

#### Rattachements administratifs
La commune se trouve depuis 1942 dans l'arrondissement de Clermont du département de l'Oise.
Elle faisait partie depuis 1801 du canton de Breteuil. Dans le cadre du redécoupage cantonal de 2014 en France, cette circonscription administrative territoriale a disparu, et le canton n'est plus qu'une circonscription électorale.

#### Rattachements électoraux
Pour les élections départementales, la commune fait partie depuis 2014 du canton de Saint-Just-en-Chaussée.
Pour l'élection des députés, elle fait partie de la  première circonscription de l'Oise.

### Intercommunalité
La commune faisait partie de la communauté de communes des Vallées de la Brèche et de la Noye créée fin 1992.
Dans le cadre des dispositions de la loi portant nouvelle organisation territoriale de la République (Loi NOTRe) du 7 août 2015, qui prévoit que les établissements publics de coopération intercommunale (EPCI) à fiscalité propre doivent avoir un minimum de 15 000 habitants, le préfet de l'Oise a publié en octobre 2015 un projet de nouveau schéma départemental de coopération intercommunale, qui prévoit la fusion de plusieurs intercommunalités, et notamment celle de Crèvecœur-le-Grand (CCC) et celle des Vallées de la Brèche et de la Noye (CCVBN), soit une intercommunalité de 61 communes pour une population totale de 27 196 habitants.
Après avis favorable de la majorité des conseils communautaires et municipaux concernés, cette intercommunalité dénommée communauté de communes de l'Oise picarde et dont la commune est désormais membre, est créée au 1er janvier 2017.

### Liste des maires
| Période                                  | Période                        | Identité               | Étiquette | Qualité                                                       |
| ---------------------------------------- | ------------------------------ | ---------------------- | --------- | ------------------------------------------------------------- |
| Les données manquantes sont à compléter. |                                |                        |           |                                                               |
|                                          |                                |                        |           |                                                               |
| 1820                                     | 1862                           | Gabriel Boniface Bazin |           | Agriculteur et industriel Chevalier de la Légion d'honneur    |
| 1862                                     | 1882                           | Stéphane Bazin         |           | Agriculteur et maître verrier, Fils de Gabriel Boniface Bazin |
| 1882                                     | 1912                           | Ludovic Latteux        |           | Maître verrier Gendre de Stéphane Bazin                       |
| 1912                                     | 1944                           | Armand Latteux         |           | Agriculteur Fils de Ludovic Latteux                           |
| 1944                                     | 1974                           | Lucien Godin           |           | Agriculteur                                                   |
| 1974                                     | 1977                           | Frantz Gheerarert      |           | Agriculteur                                                   |
| 1977                                     | 1978                           | Georges Gallois        |           | Charpentier                                                   |
| 1978                                     | 2005                           | Philippe Treca         |           | Agriculteur                                                   |
| 2005                                     | avril 2014                     | David Duflos           |           | Attaché commercial                                            |
| avril 2014,                              | mai 2020                       | Jean-Yves Gosset       | SE        | Fonctionnaire                                                 |
| mai 2020                                 | En cours (au 30 novembre 2023) | Philippe Gheeraert     |           | Agriculteur retraité                                          |

## Équipements et services publics

### Eau et déchets
La commune s'est dotée en 2009 d'une station d'épuration des eaux usées et d'un réseau d'assainissement collectif,.

### Enseignement
Les enfants de la commune sont scolarisés avec ceux de  Bacouël, Broyes, Plainville, Rocquencourt, Sérévillers et Tartigny dans le cadre du regroupement pédagogique concentré La Malvina, dont l'école est Bacouël, et qui dispose d'une cantine et d'un accueil périscolaire.
Ils poursuivent habituellement leurs études au collège Compère-Morel de Breteuil et au lycée Jean-Racine de Montdidier.
Le centre CFPA agricole est le successeur de la colonie agricole créée par Bazin.

### Santé et solidarité
La Maison d’enfants Anne-Marie-Javouhey, fondée en 1843 à l'initiative de Gabriel Boniface Bazin, a vu partir les dernières soeurs de la communauté Saint-Joseph de Cluny en 2021. Elle accueille 60 enfants de 3 à 18 ans en situation de difficultés familiales.

## Population et société

### Démographie
Les habitants sont appelés les Mesnilois et les Mesniloises.

#### Évolution démographique
L'évolution du nombre d'habitants est connue à travers les recensements de la population effectués dans la commune depuis 1793. Pour les communes de moins de 10 000 habitants, une enquête de recensement portant sur toute la population est réalisée tous les cinq ans, les populations de référence des années intermédiaires étant quant à elles estimées par interpolation ou extrapolation. Pour la commune, le premier recensement exhaustif entrant dans le cadre du nouveau dispositif a été réalisé en 2005.

En 2022, la commune comptait 249 habitants, en évolution de +26,4 % par rapport à 2016 (Oise : +0,87 %, France hors Mayotte : +2,11 %).
| 1793 | 1800 | 1806 | 1821 | 1831 | 1836 | 1841 | 1846 | 1851 |
| ---- | ---- | ---- | ---- | ---- | ---- | ---- | ---- | ---- |
| 237  | 235  | 265  | 257  | 486  | 303  | 320  | 406  | 362  |

| 1856 | 1861 | 1866 | 1872 | 1876 | 1881 | 1886 | 1891 | 1896 |
| ---- | ---- | ---- | ---- | ---- | ---- | ---- | ---- | ---- |
| 357  | 332  | 328  | 314  | 366  | 329  | 324  | 330  | 370  |

| 1901 | 1906 | 1911 | 1921 | 1926 | 1931 | 1936 | 1946 | 1954 |
| ---- | ---- | ---- | ---- | ---- | ---- | ---- | ---- | ---- |
| 402  | 412  | 375  | 293  | 331  | 328  | 321  | 315  | 267  |

| 1962 | 1968 | 1975 | 1982 | 1990 | 1999 | 2005 | 2006 | 2010 |
| ---- | ---- | ---- | ---- | ---- | ---- | ---- | ---- | ---- |
| 200  | 216  | 201  | 214  | 143  | 117  | 136  | 139  | 154  |

| 2015 | 2020 | 2022 | - | - | - | - | - | - |
| ---- | ---- | ---- | - | - | - | - | - | - |
| 193  | 251  | 249  | - | - | - | - | - | - |

#### Pyramide des âges
La population de la commune est relativement jeune.
En 2018, le taux de personnes d'un âge inférieur à 30 ans s'élève à 43,3 %, soit au-dessus de la moyenne départementale (37,3 %). À l'inverse, le taux de personnes d'âge supérieur à 60 ans est de 23,2 % la même année, alors qu'il est de 22,8 % au niveau départemental.
En 2018, la commune comptait 110 hommes pour 117 femmes, soit un taux de 51,54 % de femmes, légèrement supérieur au taux départemental (51,11 %).
Les pyramides des âges de la commune et du département s'établissent comme suit.
| Hommes | Classe d’âge | Femmes |
| ------ | ------------ | ------ |
| 0,0    | 90 ou +      | 0,0    |
| 3,8    | 75-89 ans    | 7,6    |
| 16,2   | 60-74 ans    | 18,6   |
| 16,2   | 45-59 ans    | 16,0   |
| 16,2   | 30-44 ans    | 18,6   |
| 18,8   | 15-29 ans    | 18,4   |
| 28,9   | 0-14 ans     | 20,7   |

| Hommes | Classe d’âge | Femmes |
| ------ | ------------ | ------ |
| 0,5    | 90 ou +      | 1,4    |
| 5,5    | 75-89 ans    | 7,6    |
| 15,6   | 60-74 ans    | 16,3   |
| 20,8   | 45-59 ans    | 20     |
| 19,4   | 30-44 ans    | 19,4   |
| 17,6   | 15-29 ans    | 16,2   |
| 20,6   | 0-14 ans     | 19,1   |

## Économie
En 2020, la chèvrerie des Vignes est la dernière exploitation agricole du Mesnil-Saint-Firmin. Exploitée par Emmanuel Brouaye, il élève 70 chèvres, dont il vend la production (fromages, yaourts et feuilletés) sur les marchés de l'Oise.

## Culture locale et patrimoine

### Lieux et monuments
- Église Saint-Firmin, rue Anne-Marie Javouhey : En 1746, l'église est rebâtie sur l'emplacement de l'édifice antérieur détruit dans un incendie et dont on ignore tout[2]. Abîmée lors du tremblement de terre de 1756 elle est reconstruite grâce à la générosité de par Gabriel Boniface Bazin de 1866 à 1879 dans son état actuel, La façade en brique est rebâtie, à la suite des dégâts de la Première Guerre mondiale, avec les dommages de guerre en 1919.
Elle comporte, au-dessus du portail, une rosace en vitraux anciens. Ces derniers ont été offerts par Gabriel Boniface Bazin, et fabriqués dans la fabrique de vitraux locale du village. S'agissant d'un don, ceux-ci n'étaient pas signés à cette époque. Les autres vitraux, également de la même fabrique sont cependant caractéristiques du style néo-gothique du XIXe siècle. 
Le chœur est doté d'un impressionnant retable de style baroque aux colonnes torsadées richement décorées de feuilles de vigne et de raisins, encadrant une Vierge en Gloire[47],[48],[49].

- L'atelier de peinture sur verre construit vers 1846 par Gabriel Boniface Bazin en bordure de l'ancienne route nationale 30 (France) pour Jules Leclercq, a qui Bazin finance des cours de perfectionnement en dessin à l'atelier Ingre. 
Ces bâtiments existent toujours[20] et sont occupés  par un brocanteur (brocante de la verrerie).

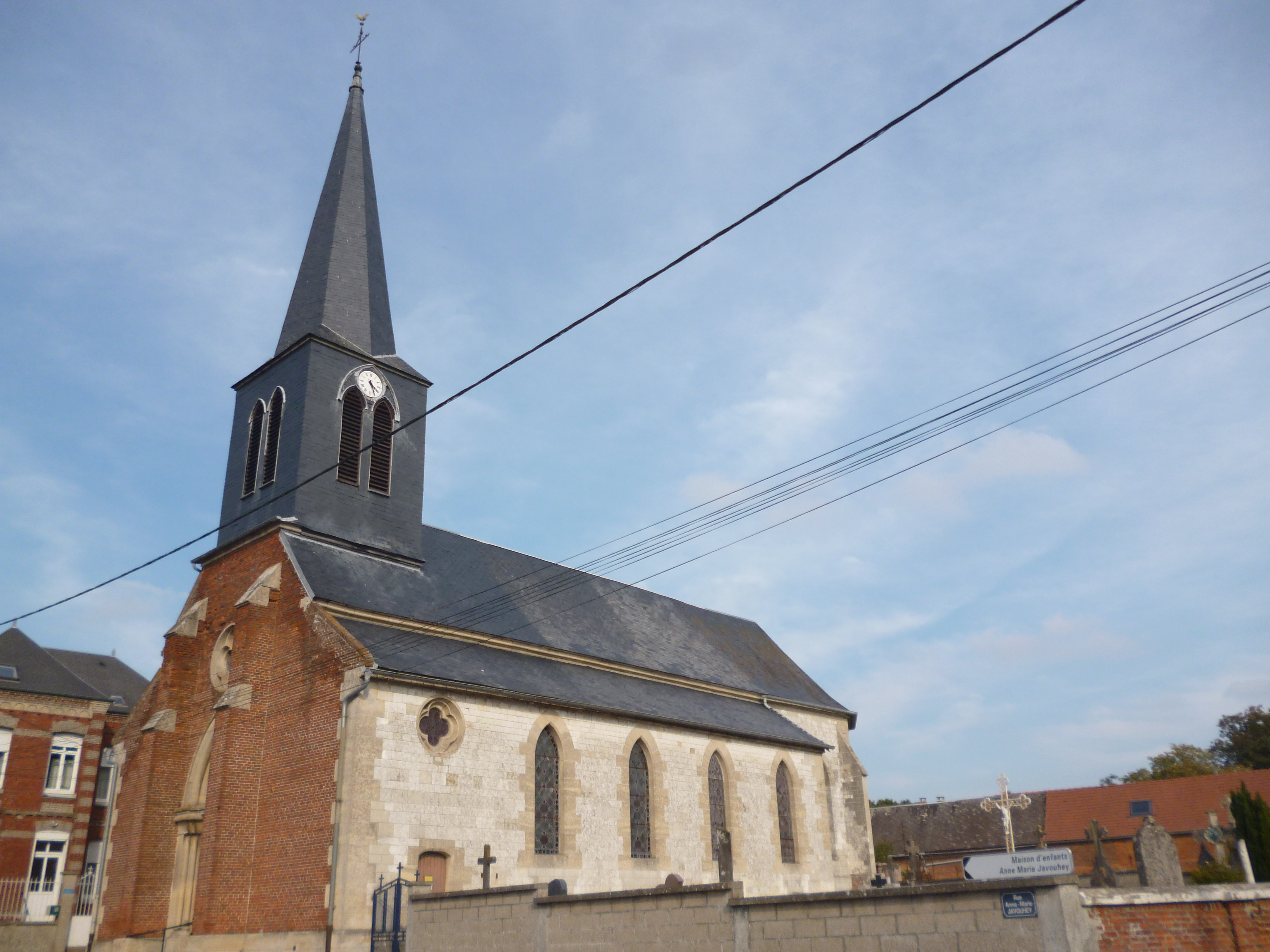
L'église Saint-Firmin...
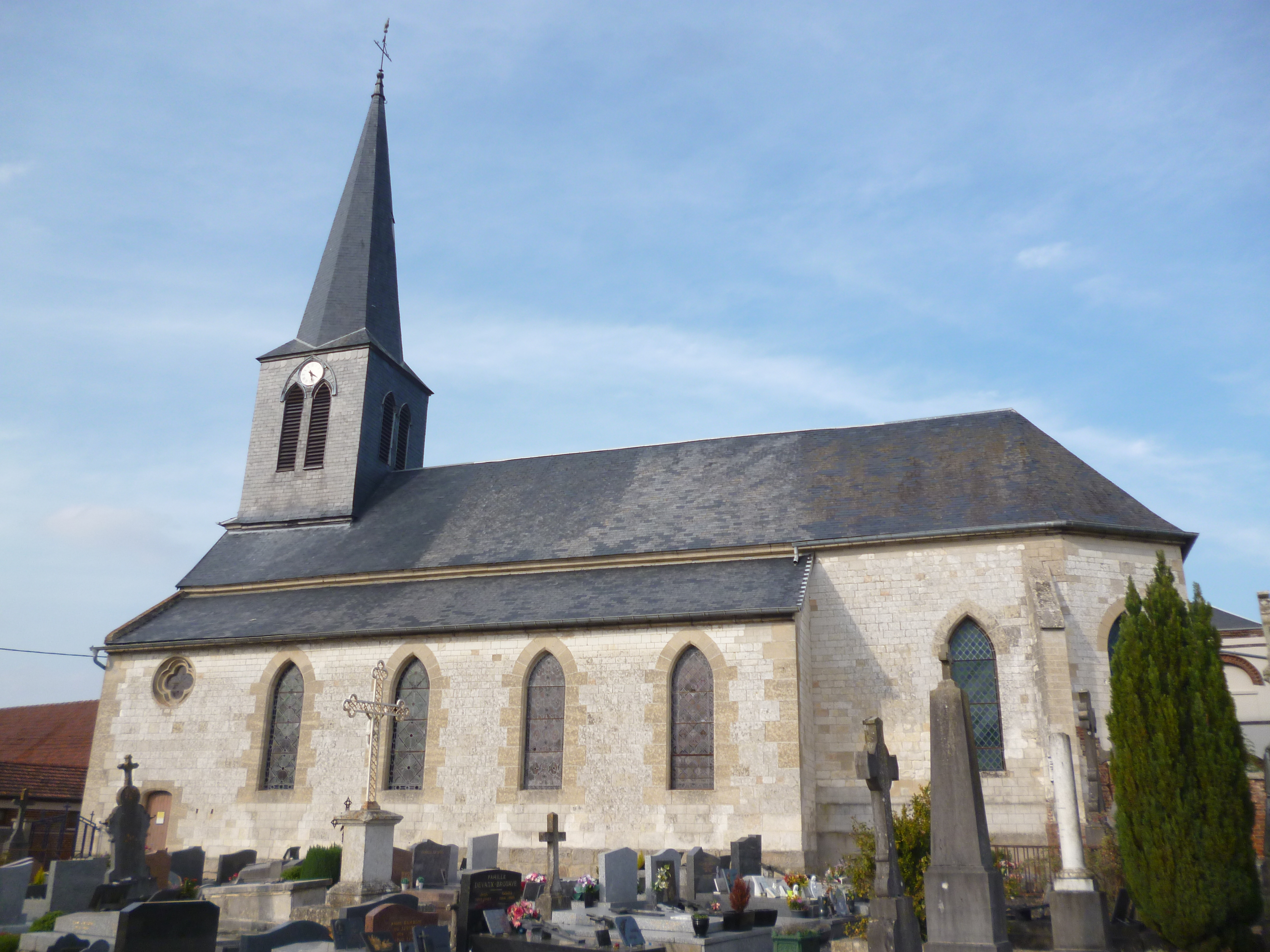
... et son côté.
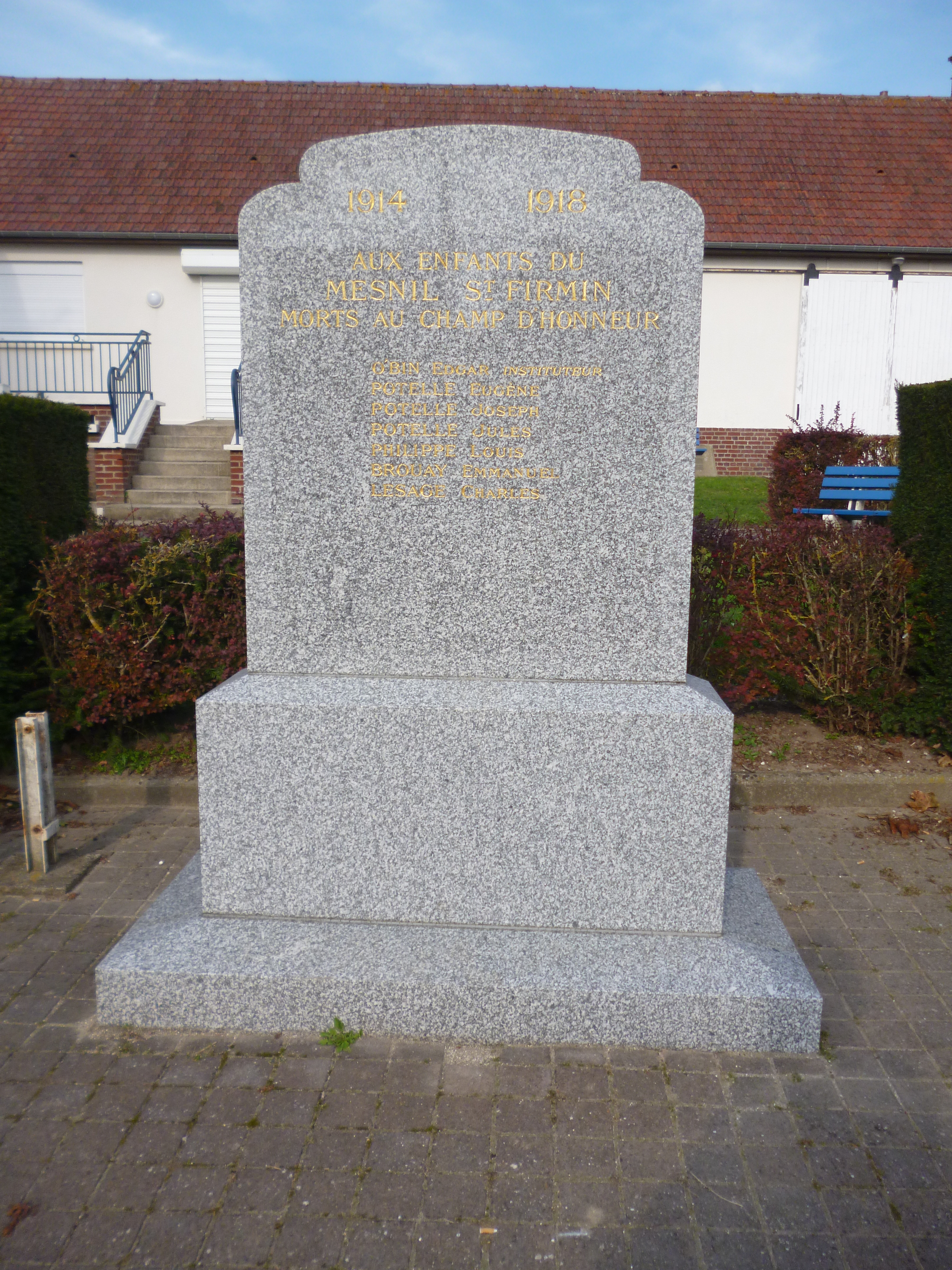
Le monument aux morts.
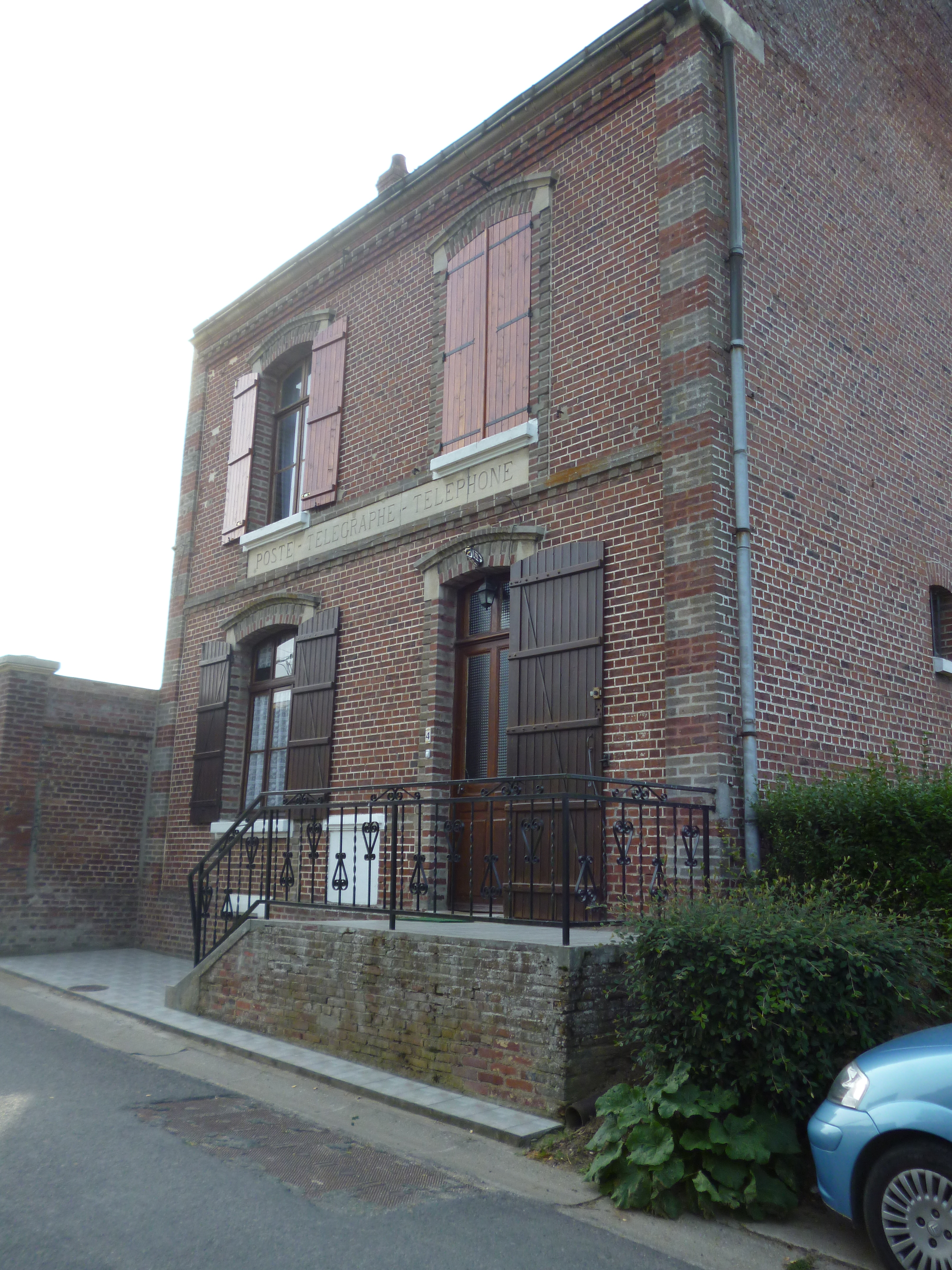
L'ancien bureau des PTT.
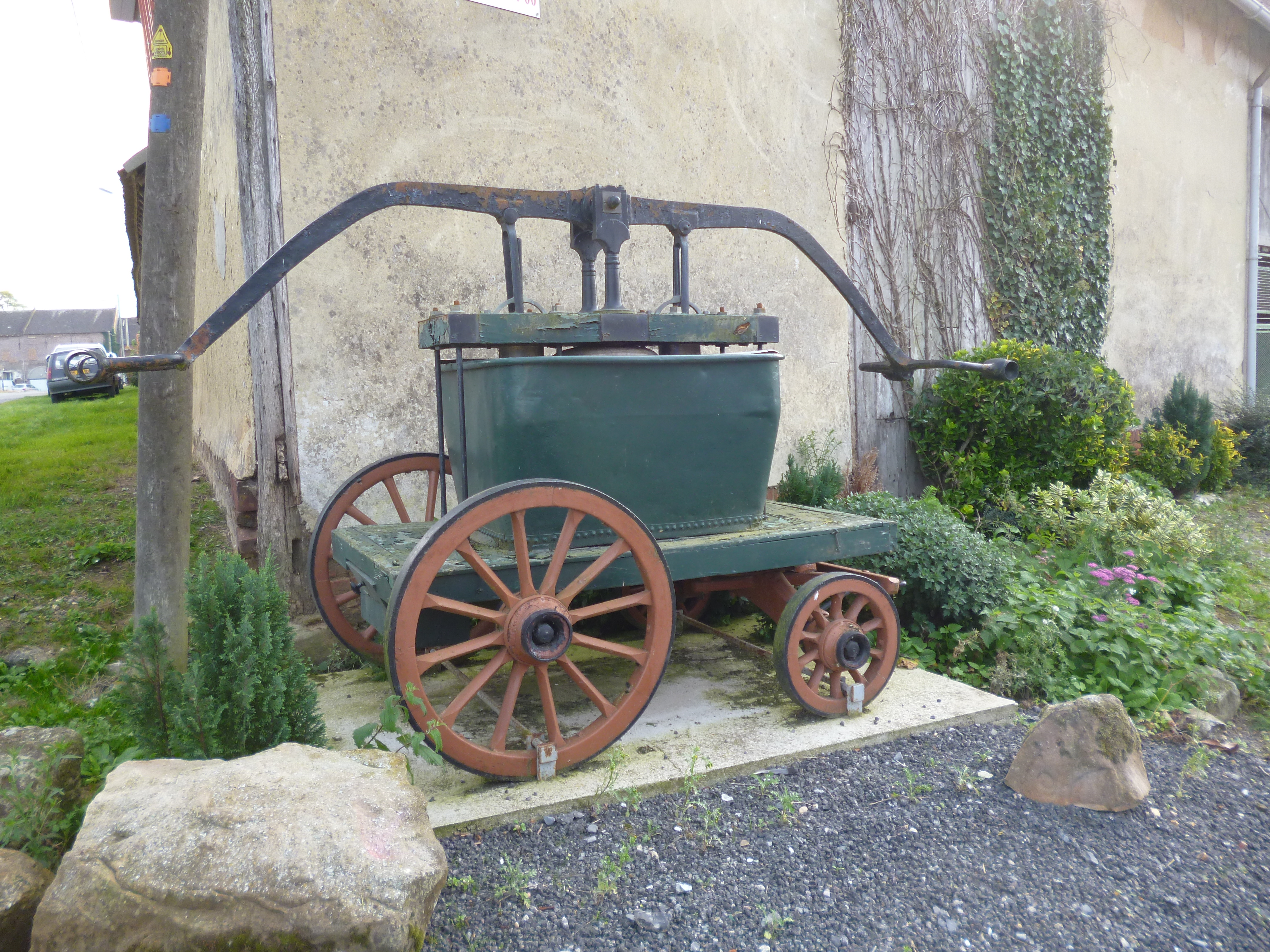
Ancienne pompe des sapeurs-pompiers, utilisée maintenant comme objet décoratif.
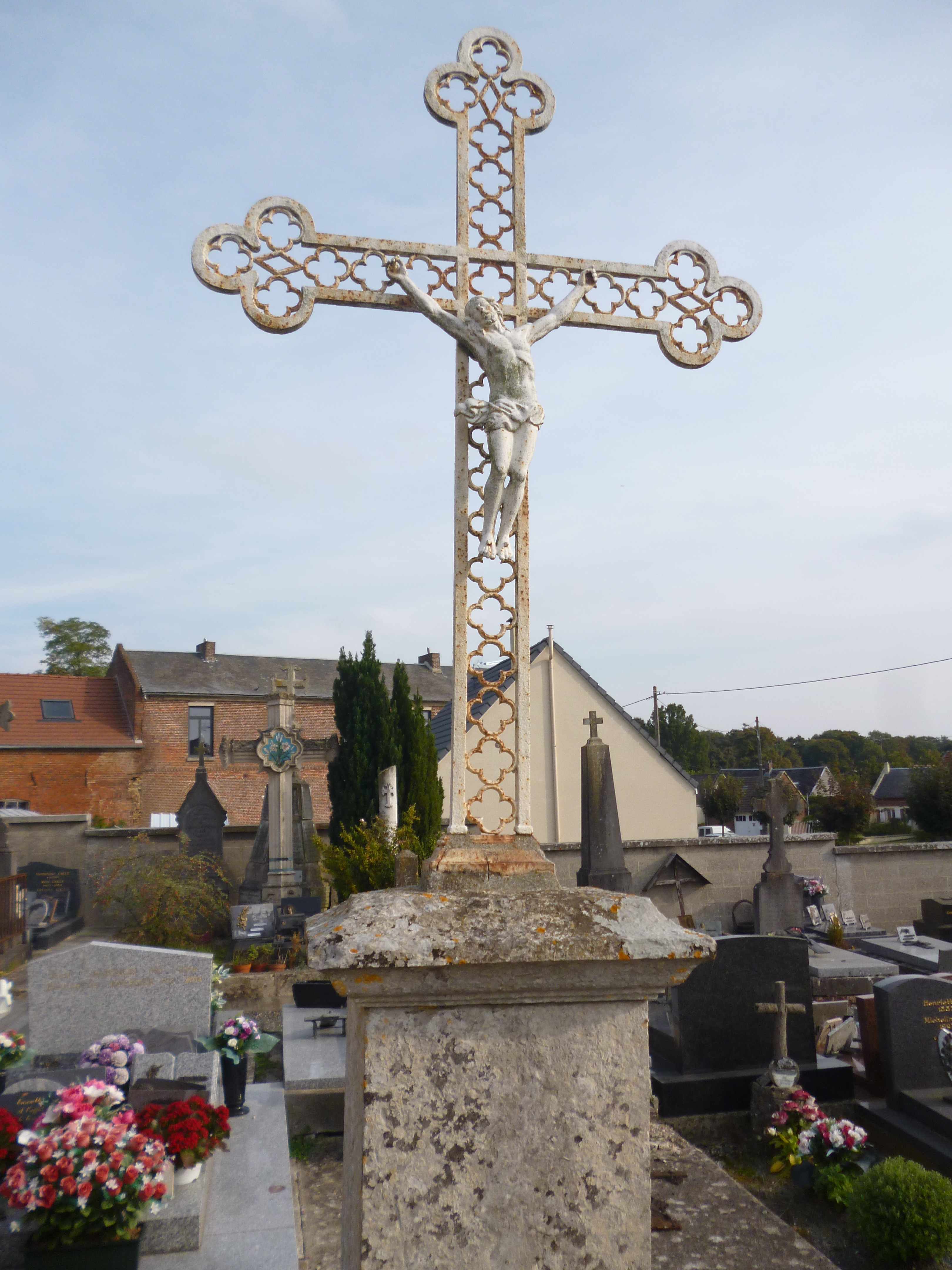
Calvaire situé dans le cimetière.
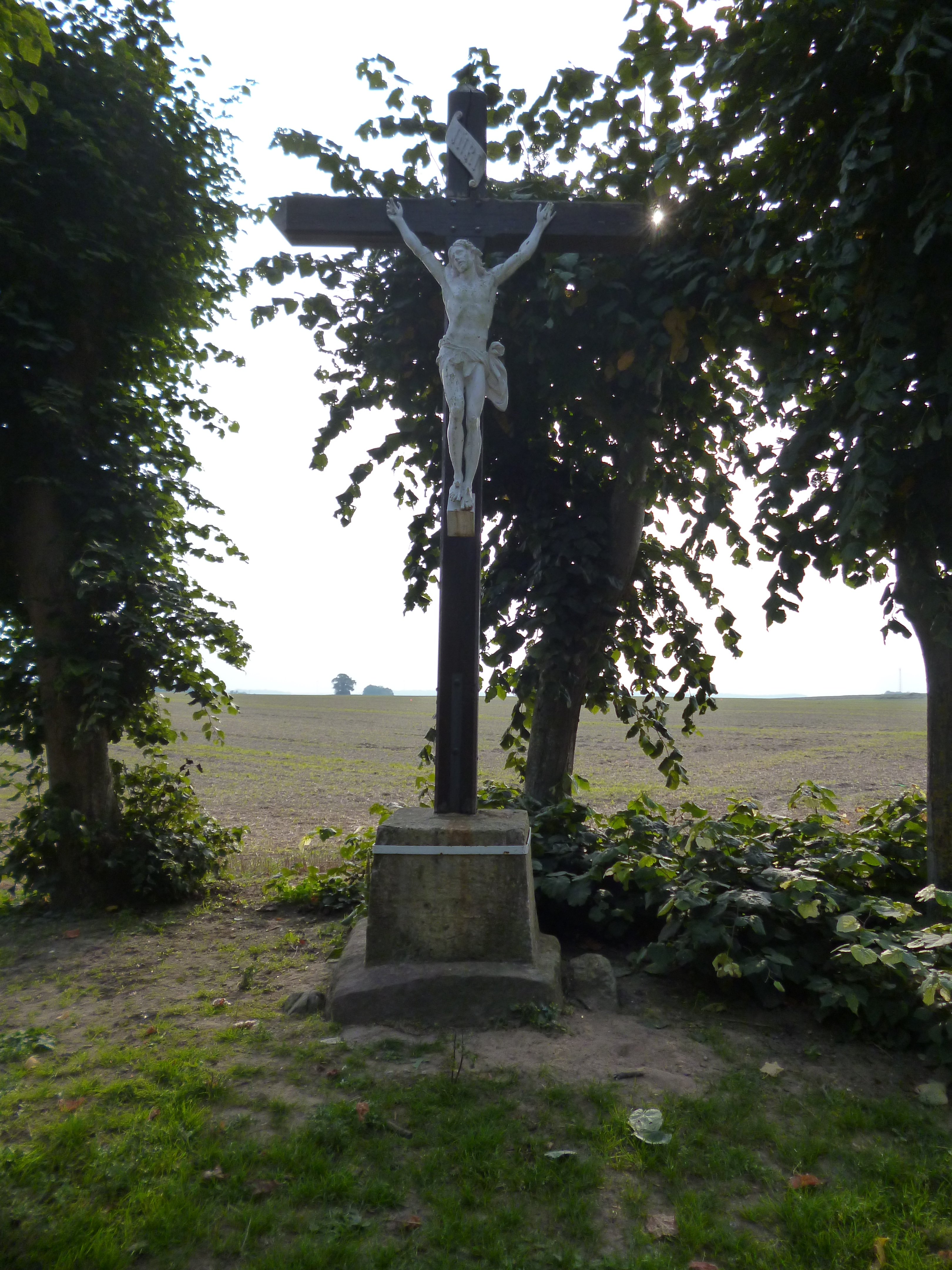
Calvaire.
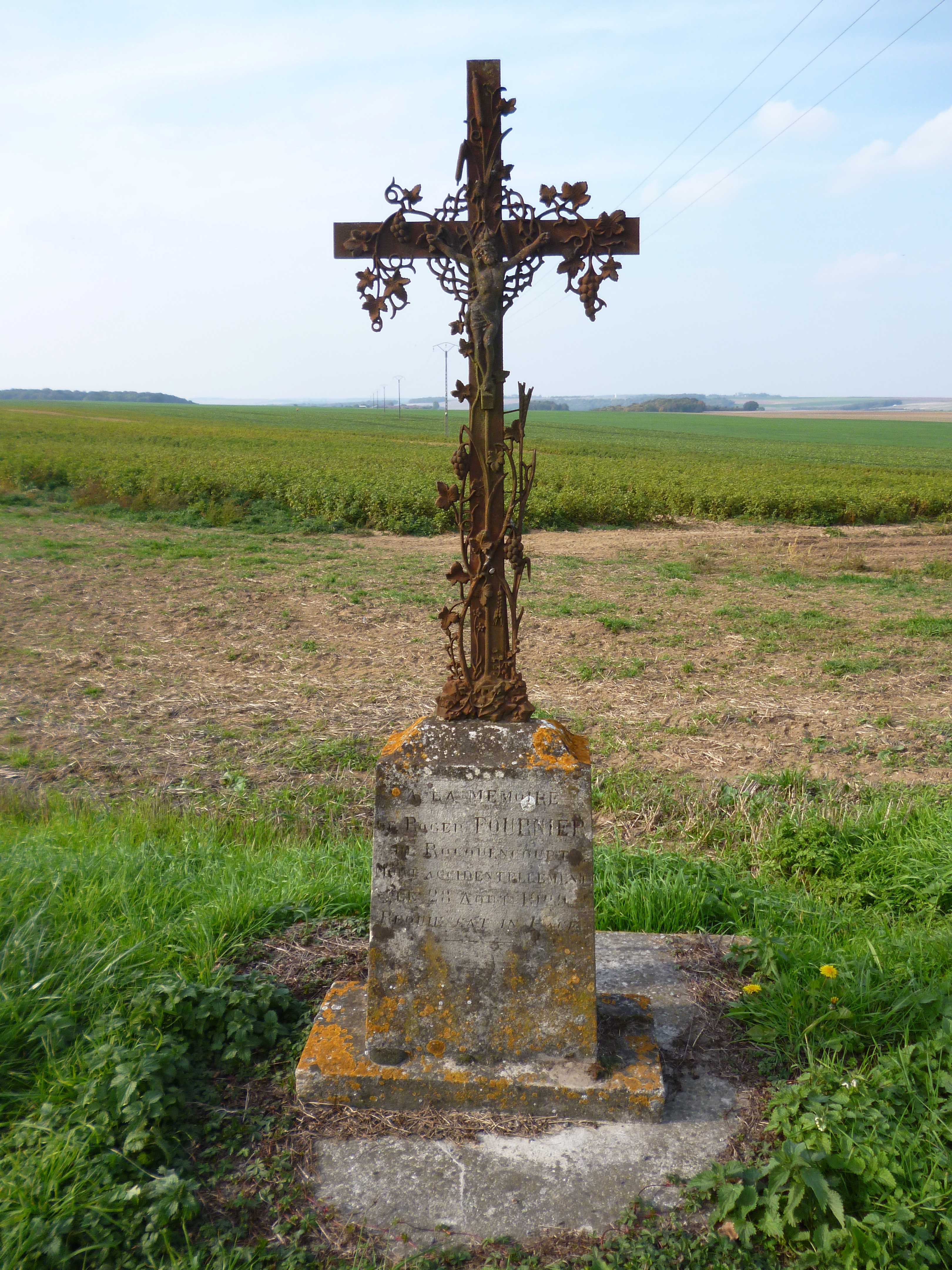
Calvaire.
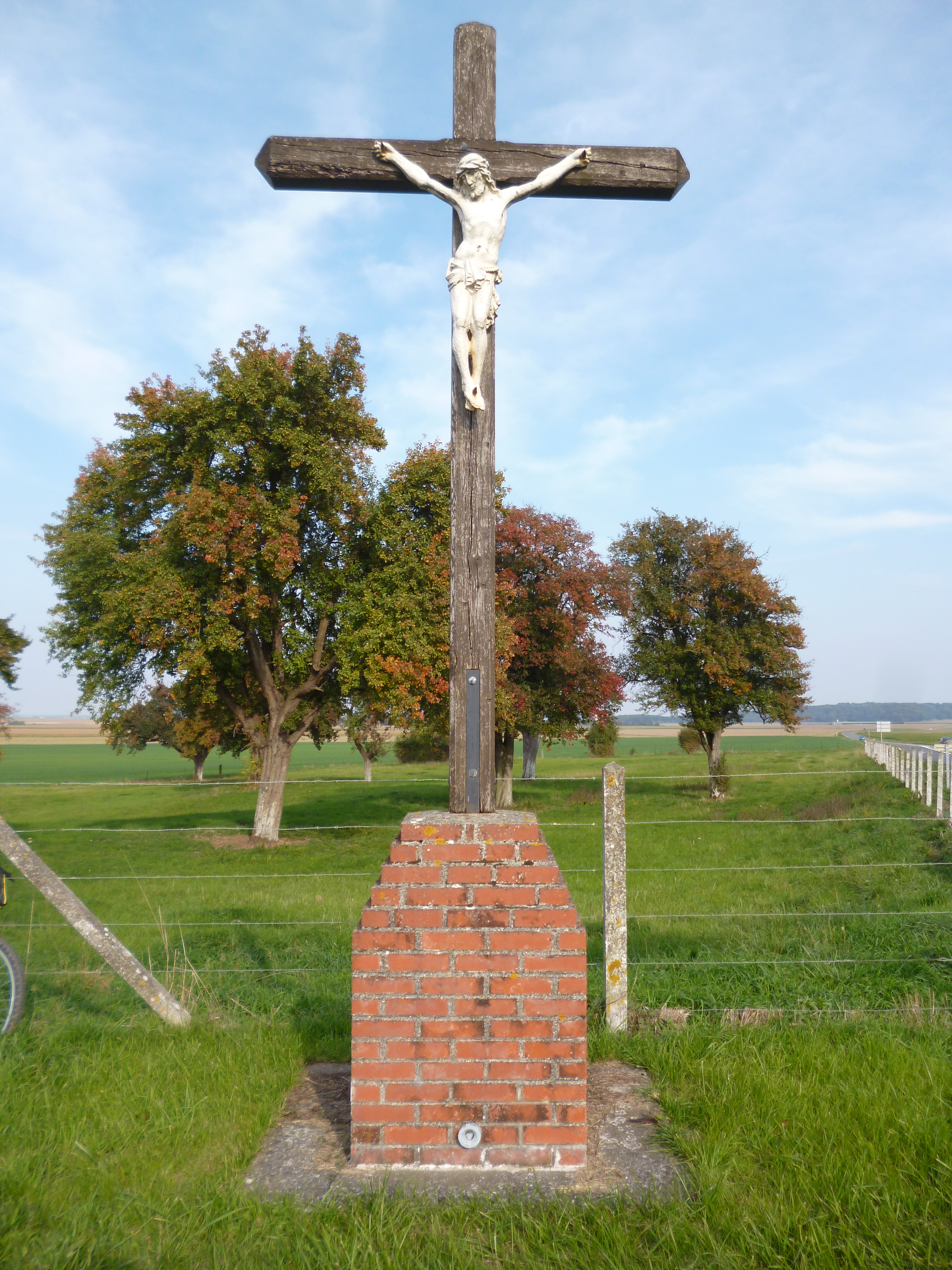
Calvaire avec un repère de nivellement sur son socle.

### Héraldique
| Blason de Le Mesnil-Saint-Firmin | Blason  | Écartelé en 1) taillé : au premier d'or aux trois bandes d'azur, au second aussi d'azur semé de fleurs de lys d'or ; à la barre d'argent brochant sur la partition, en 2) d'or aux trois forces de sable posées 2 et 1, en 3) d'argent aux trois lionceaux de gueules et en 4) d'azur aux trois fleurs de lys d'or posées 2 et 1. |
| Blason de Le Mesnil-Saint-Firmin | Détails | Le statut officiel du blason reste à déterminer. |

## Pour approfondir